# Uniuni civile în Slovenia
În Slovenia sunt legale uniunile civile între persoane de același sex din 23 iulie 2006. Conform legii, un partener are dreptul la pensia și proprietatea celuilalt partener. Deși mulți se referă la acestă uniune ca și "căsătorie", legea prevede doar statutul de "uniune civilă" pentru cuplurile de același sex (căsătorie între persoane de același sex nu este legală doar în Țările de Jos, Belgia, Spania și Canada). Din punct de vedere legal, aceste uniuni civile nu oferă toate drepturile căsătoriei (de exemplu, dreptul la adopție sau la asigurări comune). 
Legea care a introdus uniunile civile în Slovenia a fost adoptată de parlament pe 22 iulie 2005, cu 44 voturi pentru și 3 împotriva, deși nu a intrat în vigoare până în iulie 2006.